# Józef Duriasz
Józef Zbigniew Duriasz (ur. 8 marca 1936 w Kole) – polski aktor.
W 1958 roku ukończył studia na Wydziale Aktorskim Państwowej Wyższej Szkoły Teatralnej w Warszawie. Występował w teatrach: Teatrze Ateneum w Warszawie, Teatrze Dramatycznym w Warszawie, Teatrze Narodowym, Teatrze Polskim w Warszawie, Teatrze Rozmaitości, na Woli, Teatrze Kwadrat, Teatrze Studio i Teatrze Nowym w Łodzi.
W latach 80. XX wieku był członkiem redakcji „Tygodnika Solidarność”, pełnił m.in. funkcję wysłannika tygodnika na posiedzenie Komisji Krajowej „Solidarności”.

## Filmografia
Źródło: Filmpolski.pl.
- Gang Zielonej Rękawiczki (serial fabularny, 2022) – Jan
- Mój dziadek (2007)
- Ostatni rozdział (1997) – lekarz wojskowy
- Plecak pełen przygód (serial telewizyjny, 1993) – Juha Lamminkaino
- Soból i panna (1983) – Łaukinis
- Dolina Issy (1982) – Józef Czarny
- Najdłuższa wojna nowoczesnej Europy (serial telewizyjny, 1981) – Maciej Frankowski
- Królowa Bona (1980) – Konstanty Ostrogski (odc. 2-4)
- Ciosy (1980) – aktor
- Ród Gąsieniców (1979) – Tytus Chałubiński
- Płomienie (1978) – Czesław
- Romans Teresy Hennert (1978) – pułkownik Jan Omski
- Somosierra. 1808 (1978) – marszałek Besseries
- Życie na gorąco (serial telewizyjny, 1978) – pułkownik Donald O’Neil
- Lalka (serial telewizyjny) (1977) – August Katz
- Polskie drogi (serial telewizyjny, 1976) – ksiądz Andrzej
- Urodziny Matyldy (1975) – dr Andrzej, partner Matyldy
- Ile jest życia (serial telewizyjny, 1974) – Dionizy Morawski
- Urodziny Matyldy (1974) – doktor Andrzej
- Wielka miłość Balzaka (serial, 1973) – Surville
- Zasieki (1973) – oficer polityczny
- Okno zabite deskami (1971) – mąż Anny
- Lokis. Rękopis profesora Wittembacha (1970) – hrabia Michał Szemiot
- Pejzaż z bohaterem (1970) – przewodniczący wręczający Winczewskiemu odznaczenie
- Gniewko, syn rybaka (1969–1970) – krzyżak Rajmund (odc. 1)
- Stawka większa niż życie (serial telewizyjny, 1968) – gestapowiec Lübow
- Długa noc (1976) – Zygmunt Korsak
- Marysia i Napoleon (1966) – wartownik
- Popioły (1965) – Piotr Olbromski
- Podziemny front (1965) – untersturmführer Johansen
- Wzywamy ogień na siebie („Вызываем огонь на себя», serial telewizyjny ZSRR, 1964) – Jan Mańkowski[4]
- Przygoda noworoczna (1963) – sąsiad wymieniający bezpieczniki
- Ranny w lesie (1963) – porucznik „Brzoza”
- Nafta (1961) – Antoś
- Orzeł (1958) – marynarz

## Odznaczenia
- Postanowieniem Prezydenta RP z 14 czerwca 2006 za wybitne zasługi dla rozwoju niezależnego dziennikarstwa i wolnych mediów w Polsce, za działalność na rzecz przemian demokratycznych, za osiągnięcia w pracy w „Tygodniku Solidarność” odznaczony został Krzyżem Kawalerskim Orderu Odrodzenia Polski[5][6].
- Odznaka 1000-lecia Państwa Polskiego[1]